# Kenner Gutiérrez
Kenner Gutiérrez Cerdas (Alajuela, 9 giugno 1989) è un calciatore costaricano, difensore del Puntarenas.

## Carriera

### Club
Ha giocato nei campionati costaricano e guatemalteco.

### Nazionale
Con la nazionale costaricana ha esordito nel 2017.

## Palmarès

### Nazionale
- Campionato nordamericano di calcio Under-20: 1

2009